# Starterklappe
Eine Starterklappe (auch Choke [t͡ʃoʊk]) ist ein Bauteil in Vergasern bei Ottomotoren, das der Kaltstarthilfe dient. Es verringert den Druck im Lufttrichter und an der Drosselklappe und reichert das Gemisch beim Start mit Kraftstoff an. Seit den 1980er Jahren, als sich die Einspritzung durchgesetzt hat, gibt es in Autos keinen Choke mehr.

## Allgemeines
Weil sich in einem kalten Motor ein Teil des in der Ansaugluft zerstäubten Kraftstoffes im Ansaugtrakt und an der Zylinderwand durch Kondensierung niederschlägt, muss beim Kaltstart der Kraftstoffanteil im Gemisch erhöht werden. Man spricht von Anreicherung oder Anfettung des Gemischs.
Erzielt wird das durch eine Drosselung der in den Vergaser einströmenden Luft mithilfe der verstellbaren Starterklappe. Sie sitzt direkt am Lufteintritt des Vergasers und hat am Rand meist eine oder zwei Einkerbungen. Da sich die Kraftstoffaustrittsöffnung der Hauptdüse zwischen Starterklappe und Drosselklappe befindet, strömt wegen des leicht erhöhten Unterdrucks vor der Drosselklappe etwas mehr Treibstoff in den Luftstrom. Bildlich betrachtet schnürt man dem Motor mit dieser Klappe die Luftzufuhr teilweise ab, daher auch die englische Bezeichnung Choke (von engl. to choke ersticken, erwürgen). 
Es gibt manuelle, halbautomatische und automatische Varianten des Choke. 
Umgangssprachlich werden mitunter auch Startvergaser als Choke bezeichnet, dabei handelt es sich jedoch um ein anderes System der Kaltstarthilfe. 
Bei Motoren mit Saugrohreinspritzung gibt es keine Starterklappe, das Gemisch wird durch eine erhöhte Einspritzmenge angereichert.

## Manueller Choke

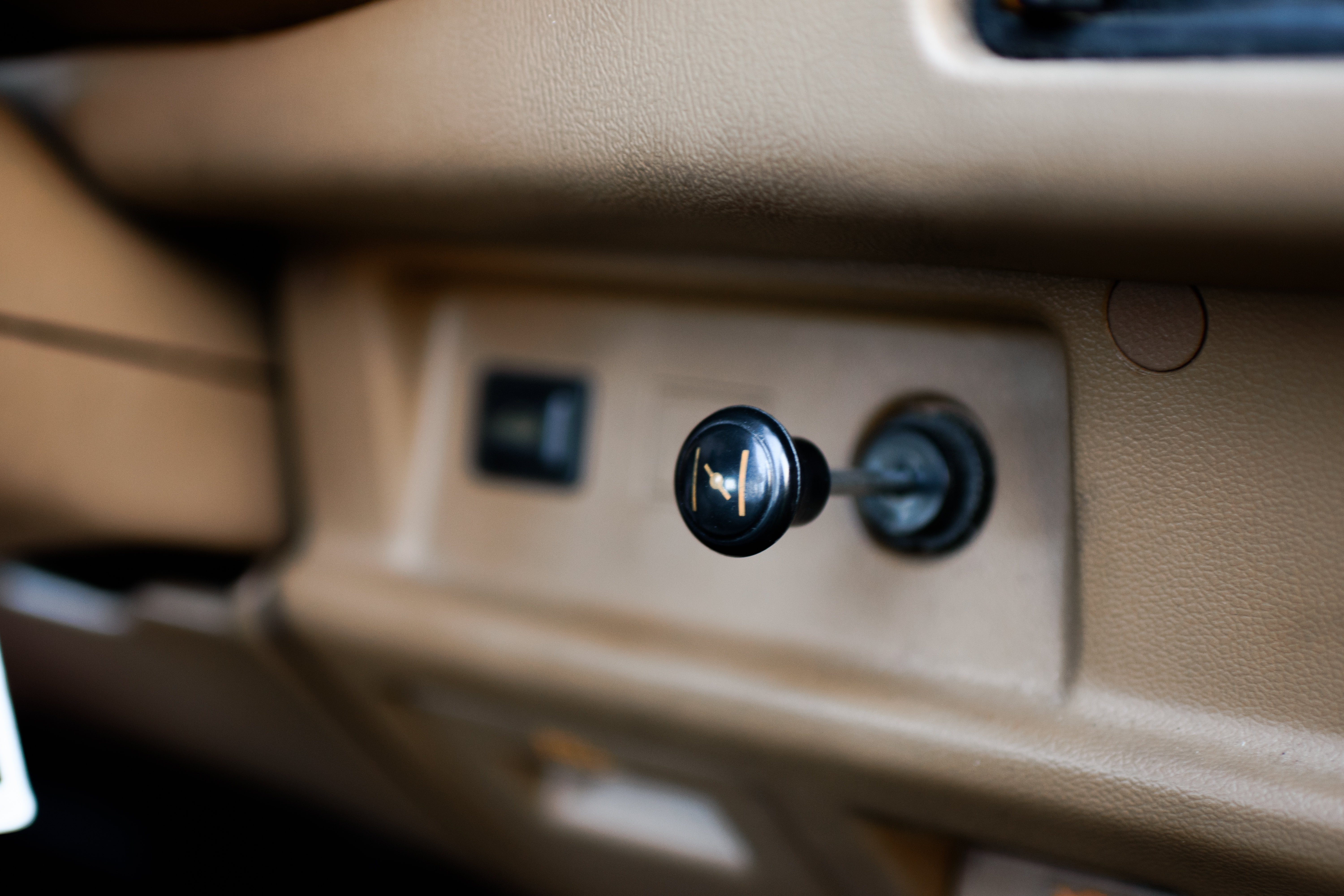
Manueller Choke Knopf bei einem 1989 Hyundai Excel GL

Beim manuellen Choke wird die Starterklappe über einen Knopf oder Hebel per Gestänge oder Bowdenzug von Hand bedient: Vor dem Startvorgang ist der Knopf ganz herauszuziehen, dann wird der Motor gestartet, und nach einer kurzen Warmlaufphase der Knopf wieder hineingeschoben. 
Dabei bewirkt eine separate Klappe vor der Drosselklappe bzw. dem Schieber eine Verengung des Luftquerschnitts; durch die einhergehende Erhöhung des Unterdrucks wird nun mehr Kraftstoff aus der Düse gesaugt und somit eine Anreicherung der durchströmenden Luft bewirkt. Besonders bei kaltem Motor ist ein Starten ohne Choke oft nicht möglich. Falls vergessen wird, den Choke nach der Warmlaufphase wieder zu öffnen, führt das zu schlechtem Motorlauf und hohem Mehrverbrauch. Um diese Probleme zu vermeiden, war in vielen Fahrzeugen eine Kontrolllampe für den gezogenen Choke vorhanden. Als Weiterentwicklung gab es die Startautomatik, die die Aktivierung und Rückstellung des Chokes, teils temperaturgesteuert, selbsttätig durchführt (siehe folgenden Abschnitt).
Diese Bauart war bis Anfang der 1980er Jahre Standard bei Vergasern von KFZ, Motorrädern und Booten. Da der Fahrer für die Betätigung zuständig war, blieb der Choke oft zu lange betätigt oder wurde vergessen, was unnötig hohen Kraftstoffverbrauch verursacht und durch zu fettes Gemisch die Zündkerzen verrußen kann. Deshalb wird ein manueller Choke praktisch nur noch bei Kleinflugzeugen zur exakten Einstellung des Gemischs eingesetzt, sowie bei einfachen Motorgeräten wie Kettensägen, Rasenmähern oder Außenbordmotoren. Bei vielen Rasenmäher-Motoren findet sich statt einer separaten Choke-Betätigung eine Hebel-Konstruktion, die den Choke schließt, wenn der Gashebel in Maximal-Stellung gebracht wird, und ihn beim Zurückregeln automatisch wieder öffnet.

## Halbautomatischer Choke (Startautomatik)

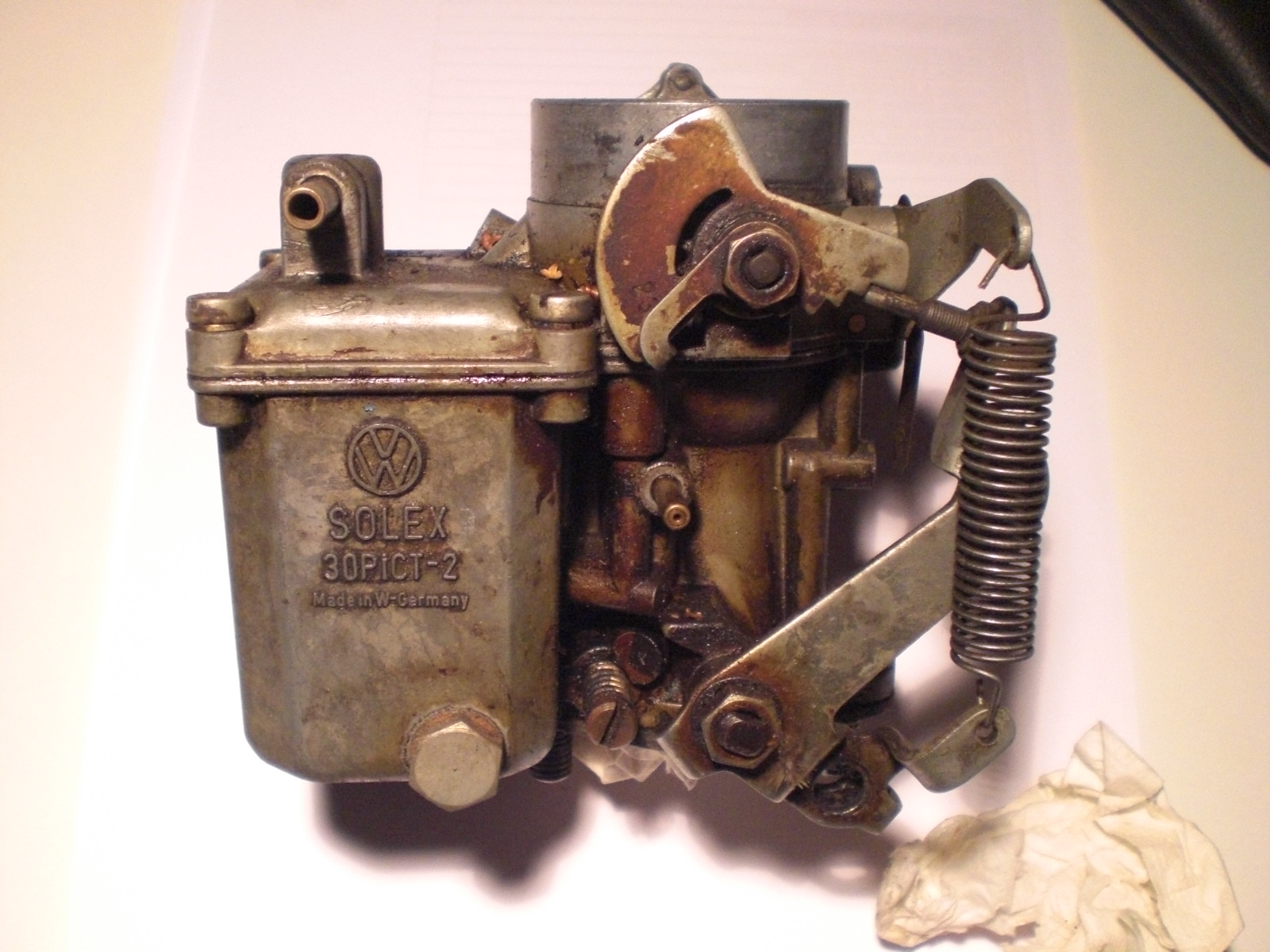
Vergaser mit Startautomatik (oben rechts) in maximaler Stellung

Hier wird prinzipiell die Betätigung der Starterklappe automatisiert. Damit war eine Fehlbedienung des Chokes durch den Fahrer weitgehend ausgeschlossen.
Um die Automatik in Gang zu setzen, muss das Gaspedal einmal ganz durchgetreten werden.  Vor dem Starten des Motors hält eine temperaturbeeinflusste Bimetallfeder die Starterklappe abhängig von der Außentemperatur mehr oder weniger geschlossen. Über eine mechanische Verbindung der Starterklappe zur Drosselklappe, wird letztere dabei geringfügig offengehalten. Der beim Anlassen des Motors entstehende Unterdruck kann sich deshalb bis unter die Starterklappe auswirken und Kraftstoff ansaugen. Der Unterdruck bewirkt gleichzeitig ein Öffnen der Starterklappe, die infolge der Wirkung der Bimetallfeder jedoch immer wieder geschlossen wird und so in eine flatternde Bewegung gerät. Auf die Weise entsteht ein kraftstoffreiches Gemisch, um den Motor auch bei niedrigen Außentemperaturen sicher anspringen zu lassen.
Ist der Motor in Betrieb, bewirkt eine Pulldown-Einrichtung (sie arbeitet mit Unterdruck), dass beim Gasgeben die Starterklappe mit geöffnet wird. Die Bimetallfeder wird beheizt, damit die Startklappe sich dauerhaft öffnet. Die Beheizung setzte früher mit Anlassen des Motors elektrisch ein, beispielsweise bei luftgekühlten VW-Motoren. Ab ca. 1970 gab es an wassergekühlten Motoren Vergaser mit Kühlwasserumlauf zur Temperaturregelung der Bimetallfeder, diese ermöglichten eine wesentlich zielgerichtetere Anreicherung des Gemischs und eine damit verbundene Absenkung des Kraftstoffverbrauchs und der Umweltbelastung.
Bei Fahrzeugen mit Automatikgetriebe wurden auch Vergaser mit einem zusätzlichen Thermo-Startventil (ebenfalls mit Bimetallfeder) verwendet, das unabhängig von der primären Startautomatik arbeitete und verhinderte, dass der Motors beim Gangeinlegen unmittelbar nach dem Kaltstart stehen blieb.
Es gab Versionen mit elektrisch beheizter Bimetallfeder, zum Beispiel bei luftgekühlten VW-Motoren. 
Es gab auch vollautomatische Startautomatiken, z. B. Pierburg 2E2, die sich automatisch bei kaltem Motor einschalten.

## Vollautomatischer Choke
Der vollautomatische Choke wird bei modernen Vergasern eingesetzt und hat mit dem ursprünglichen Choke nur noch den Namen gemeinsam. Es ist ein System aus Membranpumpen, elektrischer Vorheizung und Bimetallstreifen.